# Løgtingswahl 2004
- Republikaner: 8
- Sozialdemokraten: 7
- Selbstverwaltungspartei: 1
- Unionisten: 7
- Zentrumspartei: 2
- Volkspartei: 7

Die Løgtingswahl 2004 auf den Färöern fand am 20. Januar des Jahres 2004 statt. Es war die 16. Wahl seit Erlangung der inneren Selbstverwaltung (heimastýri) im Jahr 1948.
Die Wahl bestätigte im Wesentlichen das Ergebnis der Wahl von 2002. Der unionistische Sambandsflokkurin musste jedoch einen Sitz abgeben, blieb aber größte Partei. Gewinner war der Miðflokkurin, der seine Sitze von einem auf zwei verdoppeln konnte.
Der linksrepublikanische Tjóðveldisflokkurin und der sozialdemokratische Javnaðarflokkurin konnten leichte Gewinne erzielen, ohne jedoch einen Sitz hinzu zu gewinnen. Der Javnaðarflokkurin war nun prozentual zweitstärkste Partei geworden, während der konservative Fólkaflokkurin des Ministerpräsidenten prozentual nur noch die viertstärkste Partei stellte. Bei den anschließenden  Koalitionsverhandlungen kam es zur Bildung der sozialdemokratisch geführten Landesregierung Jóannes Eidesgaard I, die die Landesregierung Anfinn Kallsberg II am 3. Februar 2004 ablöste.

## Ergebnisse der Løgtingswahl vom 20. Januar 2004
An der Wahl beteiligten sich sieben Parteien.
Einzige neue Partei war die von Johan Dalsgaard gegründete Hin stuttligi flokkurin (wörtlich „Die andere amüsante Partei“).
| Partei                      | Stimmen | Prozent | Sitze |  |
| --------------------------- | ------- | ------- | ----- |  |
| B – Sambandsflokkurin       | 7,501   | 23,7    | 7     |  |
| C – Javnaðarflokkurin       | 6,921   | 21.8    | 7     |  |
| E – Tjóðveldisflokkurin     | 6,890   | 21,7    | 8     |  |
| A – Fólkaflokkurin          | 6,530   | 20,6    | 7     |  |
| H – Miðflokkurin            | 1,661   | 5,2     | 2     |  |
| D – Sjálvstýrisflokkurin    | 1,461   | 4,6     | 1     |  |
| K – Hin Stuttligi Flokkurin | 747     | 2,4     | 0     |  |
| Gesamt                      | 31.711  | 100     | 32    |  |

### Wahlergebnisse
1. ↑  April 30, 2002 Election Results – Faroe Totals. electionresources.org, abgerufen am 16. September 2016.
2. ↑  January 20, 2004 Election Results – Faroe Totals. electionresources.org, abgerufen am 16. September 2016.